# Лисак Надія Петрівна
Надія Петрівна Лисак (нар. 11 липня 1948, село Костянтинівка, тепер Турбівської селищної громади, Вінницького району, Вінницької області) — українська радянська діячка, маляр Жмеринської дистанції цивільних споруд Південно-Західної залізниці. Депутат Верховної Ради УРСР 11-го скликання.

## Біографія
Освіта середня.
З 1965 року — штукатур, з 1975 року — маляр Жмеринської дистанції цивільних споруд Південно-Західної залізниці.
Потім — на пенсії в місті Жмеринка Вінницької області.

## Нагороди
- ордени
- медалі